# Erioptera (Erioptera) verralli
Erioptera (Erioptera) verralli is een tweevleugelige uit de familie steltmuggen (Limoniidae). De soort komt voor in het Palearctisch gebied.